# Akira Tamba
Pour les articles homonymes, voir Tamba.
Akira Tamba (丹波 明, Tanba Akira), né le 5 décembre 1932 à Yokohama et mort à Reims le 14 avril 2023, est un compositeur et musicologue japonais, qui vécut principalement en France à partir de 1960.

## Biographie
Après des études à l'Université des arts de Tokyo de 1953 à 1957, Akira Tamba devient chargé de cours à l'Université nationale de Yokohama. Puis, ayant obtenu une bourse du gouvernement français, il décide de partir en France et en 1960 entre au Conservatoire de Paris comme élève de Tony Aubin et Olivier Messiaen. Il est lauréat de plusieurs concours : premier prix de composition, deuxième prix d'analyse du Conservatoire de Paris (1963-1964), Prix du Concours international de Divonne-les-Bains (1962), Prix Lili Boulanger (1963).
À partir de 1964, il s'intéresse beaucoup à la musique concrète, et en 1968 entre au CNRS. C'est dans ces années qu'il rencontre et épouse Irène Mecz, devenue Irène Tamba, linguiste et japonologue. En 1971, il obtient un doctorat de musicologie à l'Université de Paris Sorbonne sur la structure musicale du théâtre Nô, dont il devient un grand spécialiste et sur lequel il écrit plusieurs ouvrages. Menant dès lors une double carrière de compositeur et musicologue, il est chargé de cours sur la musicologie japonaise dans plusieurs universités parisiennes.

## Œuvres
Attentif aux phénomènes d'interférences culturelles, Akira Tamba tend à concilier les techniques de composition héritées de la tradition européenne, et certaines conceptions esthétiques ou philosophiques propres à l'Orient, en particulier le concept de Jo-ha-kyū, hérité de la musique de cour japonaise (Gagaku) et qui régit une bonne part de ses œuvres. Il a mis en pratique un mode de composition par cellules, qu'il conçoit comme « le moyen d'organiser une forme fixe à partir d'éléments indéterminés ».
Son œuvre, à la fois vocale et instrumentale, comprend de la musique de chambre ou pour petites formations, des compositions pour grand orchestre, des oratorios ou opéras. Elle est influencée à la fois par celle de son maître, Olivier Messiaen, et par la musique traditionnelle japonaise, surtout celle du théâtre Nô, avec en particulier une utilisation très importante des percussions.
Il a notamment composé une sonate pour flûte et piano (1958), Cinq Mélodies de Manyô pour voix et piano (1961-1965), Deux Poèmes de Baudelaire (musique concrète, 1966 ; pour voix et orchestre, 1965-1966), Tathatà, la réalité telle qu'en elle-même pour quatuor à cordes (1969), Complexe simple (1969), Sûnyatâ pour orchestre et 6 percussions (1972), Chant du monde pour grand orgue et percussions (1973), Micromacros pour six percussions (1974), Le Fil de l'araignée, oratorio-ballet pour orchestre et chœur (1974), Quinque pour harpe et quatuor à cordes (1975), Ennea pour neuf solistes (1975), Héloïse et Abélard, drame musical pour le Festival d'Avignon (1977), Accalmies pour six ondes Martenot (1978), Vision vocale I à VI pour divers ensembles vocaux et instrumentaux (1975-1980), Messe (pour dimanches ordinaires (1979), Elemental I pour harpe et percussion (1976), Elemental II pour saxophone et percussion (1978), Elemental III pour contrebasse solo (1979), Elemental IV pour violoncelle (1985), Interférence I pour trois instruments japonais : shamisen, koto et shakuhachi (1980), Interférence II pour soprano et shamisen, deux kotos et shakuhachi (1981), Interférence III pour deux kotos et shakuhachi (1987), Interférence IV pour koto et shakuhachi (1990), Mandala pour piano et orchestre (1982), une sonate pour piano (1986), Orion pour violoncelle et orchestre (1991), Inflexions pour flûte, hautbois, clarinette, basson et cor, un quatuor avec piano intitulé Tétrachronie.
La grande tension dramatique de sa musique, qui malgré sa complexité a une grande force expressive, culmine dans son opéra Shiramine, drame musical en trois actes fortement inspiré par le théâtre Nô, créé au Japon en septembre 2014. Le titre renvoie à un sanctuaire shinto de Kyoto, Shiramine-jingū, dans lequel se retira l'empereur Sutoku au XIIe siècle.

## Publications
Comme musicologue, Akira Tamba est aussi l'auteur de nombreux articles et présentations d'enregistrements discographiques de musiques traditionnelles japonaises, et il a publié plusieurs ouvrages sur ce sujet, en particulier sur la musique du théâtre.
- La structure musicale du Nô : théâtre traditionnel japonais, Paris, Klincksieck, 1974, 245 p. (OCLC 370745282)
- La théorie et l'esthétique musicale japonaise : du 8e à la fin du 19e siècle, Paris, Publications orientalistes de France, 1992, 376 p. (ISBN 978-2716902427)
- Musiques traditionnelles du Japon : des origines au XVIe siècle, Paris, Actes Sud, 1995, 157 p. (ISBN 2-7427-0500-7), avec un CD
- Collectif, Akira Tamba (dir.), L'Esthétique contemporaine du Japon. Théorie et pratique à partir des années 1930, CNRS Editions, Paris, 1997.
- La musique classique du Japon : du XVe siècle à nos jours, Paris, Publications orientalistes de France, 2001, 175 p. (ISBN 9782716903233), avec un CD